# HD79870
HD79870 — хімічно пекулярна зоря спектрального класу A2, що має видиму зоряну величину в смузі V приблизно  7,4.
Вона  розташована на відстані близько 317,9 світлових років від Сонця.